# Handaoia bellicornis
Handaoia bellicornis là một loài tò vò trong họ Ichneumonidae.